# Сельское поселение «Фирсовское»
Се́льское поселе́ние «Фи́рсовское» — муниципальное образование в Сретенском районе Забайкальского края Российской Федерации.
Административный центр — село Фирсово.

## География
Поселение граничит с: на востоке с городским поселением «Усть-Карское» и сельским «Шилкинско-Заводским», на юго-востоке с сельским поселением «Ботовское», на западе с сельским поселением «Чикичейское» и поселением «Алиянское», на юго-западе с сельским поселением «Молодовское», а на севере с Чернышевским районом. Расстояние до районного центра составляет 50 км.

## История
Статус и границы сельского поселения установлены Законом Читинской области от 19 мая 2004 года «Об установлении границ, наименований вновь образованных муниципальных образований и наделении их статусом сельского, городского поселения в Читинской области».
Закон Забайкальского края от 25 декабря 2013 года № 922-ЗЗК «О преобразовании и создании некоторых населенных пунктов Забайкальского края»:
Распоряжением Правительства России от 13 мая 2015 года № 860-Р селу Фирсово 1-е присвоено название.

## Население
| 2010 | 2011 | 2012 | 2013 | 2014 | 2015 | 2016 |
| ---- | ---- | ---- | ---- | ---- | ---- | ---- |
| 901  | ↘896 | ↘868 | ↘849 | ↘830 | ↘812 | ↘772 |
| 2017 | 2018 | 2019 | 2020 | 2021 |      |      |
| ↘750 | ↘742 | ↘722 | ↘718 | ↘636 |      |      |

На 2010 год на территории поселения располагалось 319 хозяйств.

## Состав сельского поселения
| № | Населённый пункт | Тип населённого пункта       | Население |
| - | ---------------- | ---------------------------- | --------- |
| 1 | Бори             | село                         | ↘213      |
| 2 | Кудея            | село                         | ↘115      |
| 3 | Уктыча           | село                         | ↘37       |
| 4 | Фирсово          | село, административный центр | ↘349      |
| 5 | Фирсово 1-е      | село                         |           |

## Инфраструктура
В поселении расположены четыре общеобразовательные школы.

## Топографические карты
- Лист карты N-50-XXXV. Масштаб: 1 : 200 000. Указать дату выпуска/состояния местности.